# Thiên mệnh hoàng đế
Thiên mệnh hoàng đế (tiếng Hàn: 무신, Mushin, dịch nghĩa: Võ Thần) là một bộ phim truyền hình cổ trang Hàn Quốc 2012. Phim của đạo diễn Kim Jin-Min, Kim Heung-Dong. Phim được chiếu trên MBC lúc 20:40 thứ 7&chủ nhật hàng tuần từ ngày 11 tháng 2 năm 2012 gồm 56 tập 

## Phân vai
- Kim Joo-hyuk vai Kim Joon
- Kim Gyu-ri vai Choi Song Yi
- Jung Bo Suk vai Choi Woo
- Park Sang Min vai Choi Yang Baek
- Joo Hyun vai Choi Chung Hun
- Hong Ah Reum vai Wol Ah
- Lee Seung Hyo vai vua Gojong
- Baek Do Bin vai Choi Hang
- Kim Ha Eun vai Choon Sim
- Kim Hyuk vai Man Jong

## Ratings
| Ngày      | Tập | Toàn quốc    | Seoul        |
| --------- | --- | ------------ | ------------ |
| 11-2-2012 | 1   | NR           | 9.8% (16th)  |
| 12-2-2012 | 2   | NR           | 9.5% (18th)  |
| 18-2-2012 | 3   | NR           | NR           |
| 19-2-2012 | 4   | NR           | NR           |
| 25-2-2012 | 5   | 9.5% (16th)  | 10.3% (13th) |
| 26-2-2012 | 6   | 9.8% (17th)  | 10.9% (16th) |
| 3-3-2012  | 7   | 10.7% (12th) | 10.8% (10th) |
| 3-3-2012  | 8   | 11.6% (14th) | 12.2% (12th) |
| 17-3-2012 | 9   | 9.0% (15th)  | 9.7% (13th)  |
| 18-3-2012 | 10  | 8.6% (20th)  | 9.2% (18th)  |
| 24-3-2012 | 11  | 9.4% (16th)  | 10.6% (14th) |
| 25-3-2012 | 12  | 10.5% (16th) | 11.1% (14th) |
| 31-3-2012 | 13  | 10.3% (13th) | 12.3% (9th)  |
| 1-4-2012  | 14  | 10.9% (11th) | 12.0% (9th)  |
| 7-4-2012  | 15  | 8.3% (17th)  | 9.8% (12th)  |
| 8-4-2012  | 16  | 10.0% (16th) | 11.5% (11th) |
| 14-4-2012 | 17  | 10.2% (11th) | 11.6% (8th)  |
| 15-4-2012 | 18  | 10.0% (15th) | 10.2% (14th) |
| 21-4-2012 | 19  | 9.5% (17th)  | 10.4% (14th) |
| 22-4-2012 | 20  | 11.2% (12th) | 12.3% (12th) |
| 28-4-2012 | 21  | 9.7% (9th)   | 10.7% (7th)  |
| 29-4-2012 | 22  | 11.3% (7th)  | 13.2% (6th)  |
| 5-5-2012  | 23  | 9.8% (8th)   | 10.5% (9th)  |
| 6-5-2012  | 24  | 10.7% (9th)  | 11.5% (7th)  |
| 12-5-2012 | 25  | 9.2% (12th)  | 10.3% (8th)  |
| 13-5-2012 | 26  | 10.7% (8th)  | 12.4% (7th)  |
| 19-5-2012 | 27  | 10.6% (8th)  | 11.6% (7th)  |
| 20-5-2012 | 28  | 11.4% (8th)  | 12.5% (8th)  |
| 26-5-2012 | 29  | 9.7% (9th)   | 10.4% (9th)  |
| 27-5-2012 | 30  | 10.5% (8th)  | 11.4% (6th)  |
| 2-6-2012  | 31  | 11.2% (5th)  | 12.7% (6th)  |
| 3-6-2012  | 32  | 11.6% (9th)  | 12.7% (7th)  |
| 9-6-2012  | 33  | 10.5% (8th)  | 11.8% (7th)  |
| 10-6-2012 | 34  | 12.1% (8th)  | 13.6% (6th)  |
| 16-6-2012 | 35  | 10.6% (9th)  | 10.7% (10th) |
| 17-6-2012 | 36  | 11.4% (10th) | 11.8% (10th) |
| 23-6-2012 | 37  | 10.4% (9th)  | 12.0% (9th)  |
| 24-6-2012 | 38  | 13.1% (8th)  | 15.1% (6th)  |
| 30-6-2012 | 39  | 11.2% (13th) | 12.0% (9th)  |
| 1-7-2012  | 40  | 12.8% (8th)  | 14.1% (6th)  |
| 7-7-2012  | 41  | 11.4% (8th)  | 12.6% (8th)  |
| 8-7-2012  | 42  | 13.0% (9th)  | 14.0% (7th)  |
| 14-7-2012 | 43  | 12.6% (10th) | 14.5% (5th)  |
| 15-7-2012 | 44  | 13.6% (9th)  | 15.1% (5th)  |
| 21-7-2012 | 45  | 11.1% (11th) | 12.0% (9th)  |
| 22-7-2012 | 46  | 12.8% (7th)  | 14.4% (5th)  |
| 12-8-2012 | 47  | NR           | NR           |
| 18-8-2012 | 48  | 10.3% (12th) | 11.8% (9th)  |
| 19-8-2012 | 49  | 13.6% (7th)  | 16.1% (5th)  |
| 25-8-2012 | 50  | 12.5% (6th)  | 13.3% (8th)  |
| 26-8-2012 | 51  | 13.3% (9th)  | 15.4% (7th)  |
| 1-9-2012  | 52  | 12.8% (7th)  | 14.0% (5th)  |
| 2-9-2012  | 53  | 14.9% (5th)  | 16.6% (5th)  |
| 8-9-2012  | 54  | 11.3% (10th) | 12.1% (7th)  |
| 9-9-2012  | 55  | 11.8% (10th) | 12.8% (7th)  |
| 15-9-2012 | 56  | 11.8% (6th)  | 12.7% (7th)  |

Nguồn: TNS Media Korea

## Giải thưởng và đề cử
| Năm  | Giải             | Hạng mục                                        | Người nhận    | Kết quả |
| ---- | ---------------- | ----------------------------------------------- | ------------- | ------- |
| 2012 | MBC Drama Awards | Top Excellence Award, Actor in a Serial Drama   | Kim Joo-hyuk  | Đề cử   |
| 2012 | MBC Drama Awards | Top Excellence Award, Actor in a Serial Drama   | Jeong Bo-seok | Đề cử   |
| 2012 | MBC Drama Awards | Top Excellence Award, Actress in a Serial Drama | Kim Gyu-ri    | Đề cử   |
| 2012 | MBC Drama Awards | Excellence Award, Actor in a Serial Drama       | Park Sang-min | Đề cử   |
| 2012 | MBC Drama Awards | Excellence Award, Actor in a Serial Drama       | Lee Joo-hyun  | Đề cử   |
| 2012 | MBC Drama Awards | Excellence Award, Actress in a Serial Drama     | Hong Ah-reum  | Đề cử   |
| 2012 | MBC Drama Awards | Best Young Actress                              | Noh Jung-ui   | Đề cử   |